# Alyssa Naeher
Alyssa Michele Naeher (* 20. April 1988 in Bridgeport, Connecticut) ist eine US-amerikanische Fußballspielerin. Die Torhüterin steht seit 2016 bei den Chicago Red Stars in der NWSL unter Vertrag. 2019 war sie Stammtorhüterin beim WM-Sieg der Frauen-Fußballnationalmannschaft der Vereinigten Staaten und 2024 beim Gewinn der Olympischen Goldmedaille. 2024 wurde sie zudem als FIFA-Welttorhüterin des Jahres und IFFHS-Welttorhüterin des Jahres ausgezeichnet.

## Werdegang
Naeher begann ihre Karriere an der Christian Heritage High School, wo sie mehrere Auszeichnungen als beste Spielerin erhielt. Daneben spielte sie für die Basketballmannschaft. Zwischen 2006 und 2009 spielte sie in 74 Partien für die Penn State Nittany Lions, die Mannschaft der Pennsylvania State University.

### Karriere

#### Verein
Im Jahre 2010 wurde sie beim Draft der US-amerikanischen Profiliga Women’s Professional Soccer (WPS) an 11. Position von den Boston Breakers ausgewählt. Am 25. April 2010 gab sie ihr WPS-Debüt beim Spiel gegen Saint Louis Athletica. Im September 2011 wechselte Naeher auf Leihbasis zum Bundesligisten 1. FFC Turbine Potsdam. Am 26. November 2011 wurde der Vertrag zum 31. Dezember aufgelöst und Naeher kehrte zu den Boston Breakers zurück.
Aufgrund eines Rechtsstreits mit einem ehemaligen Teambesitzer wurde die Saison der US-Profiliga WPS jedoch abgesagt, weshalb Naeher am 1. Februar 2012 ihre erneute Rückkehr zum 1. FFC Turbine Potsdam bekannt gab. Mit Turbine wurde sie 2012 deutsche Meisterin.
Am 1. Juni 2013 wurde bekannt, dass Naeher sich der wenige Monate zuvor neu gegründeten NWSL-Franchise der Boston Breakers anschließen würde. Dort debütierte sie am 16. Juni im Spiel gegen den Sky Blue FC, als sie in der Halbzeitpause für Ashley Phillips eingewechselt wurde. Zur Saison 2016 wechselte sie im Tausch für Nationalmannschaftskollegin Whitney Engen zu den Chicago Red Stars.
2024 wurde sie für den Ballon d’Or féminin nominiert.

#### International

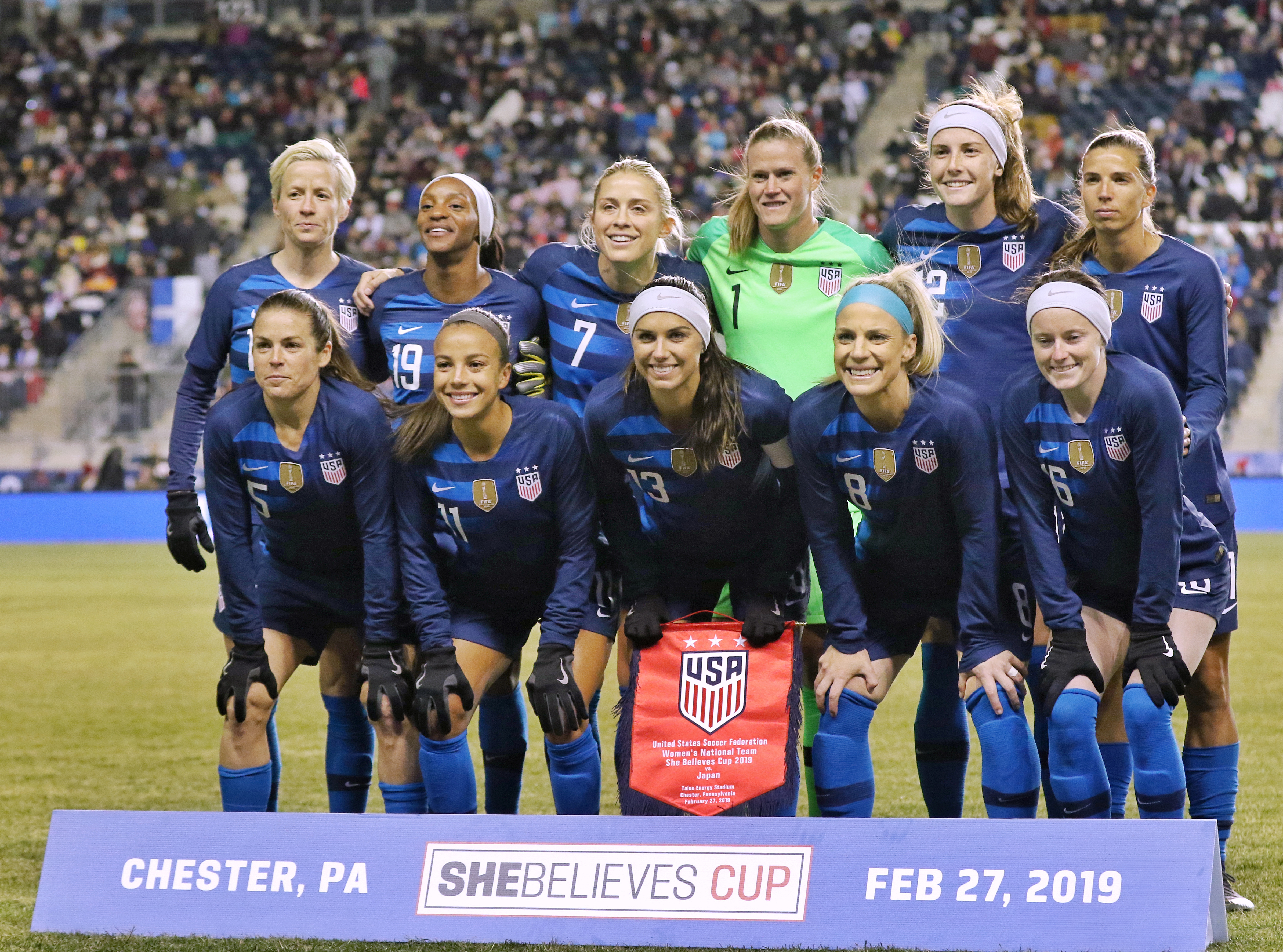
Naeher (hinten, Nr. 1) mit der Nationalmannschaft vor dem Spiel gegen Japan am 27. Februar 2019

Mit der US-amerikanischen U-20-Auswahl gewann Naeher die Weltmeisterschaft 2008 in Chile. Während des gesamten Turniers traf lediglich ein Ball in ihr Tor. Sie wurde mit dem Goldenen Handschuh für die beste Torhüterin des Turniers ausgezeichnet. Am 5. November 2013 wurde sie erstmals in den Kader der A-Nationalmannschaft berufen und debütierte schließlich am 18. Dezember 2014 beim 7:0 gegen Argentinien im US-Nationaltrikot. Naeher wurde auch für den US-Kader der WM 2015 berufen, kam aber zu keinem Einsatz.
Sie gehörte ebenfalls zum Kader für das Qualifikationsturnier für die Olympischen Sommerspiele 2016 und kam beim 10:0 gegen Puerto Rico im letzten Gruppenspiel zum Einsatz. Für die Olympischen Spiele wurde sie auch nominiert, kam aber nicht zum Einsatz.
Nachdem Hope Solo aufgrund ihrer Äußerungen nach dem im Elfmeterschießen verlorenen Viertelfinale beim olympischen Turnier vom Verband gesperrt wurde, wurde sie zur neuen „Nummer 1“ und liegt mit mittlerweile 91 Länderspielen auf dem dritten Platz der US-Rekordtorhüterinnen. Am 1. Mai wurde sie für die WM 2019 nominiert. Sie stand bei allen sieben Spielen im Tor, verpasste dabei als einzige Spielerin des Kaders keine Minute und blieb in den Gruppenspielen sowie im Finale ohne Gegentor.
Am 23. Juni 2021 wurde sie für die wegen der COVID-19-Pandemie um ein Jahr verschobenen Olympischen Spiele nominiert. Bei den Spielen stand sie bis zur 30. Minute des Halbfinales gegen Kanada im Tor und musste dann verletzungsbedingt durch Adrianna Franch ersetzt werden. Naeher hatte ihre Mannschaft mit drei gehaltenen Elfmetern im Viertelfinale gegen Europameister Niederlande ins Halbfinale gebracht. Franch konnte gegen Kanada in der 74. Minute einen Strafstoß gegen ihre Mannschaft nicht abwehren und ihre Mannschaft verlor erstmals nach 20 Jahren wieder gegen den nördlichen Nachbarn.
Am 21. Juni 2023 wurde sie für die WM-Endrunde nominiert, wurde in jedem der vier Spiele ihres Teams eingesetzt und schied mit der Mannschaft im Achtelfinale im Elfmeterschießen gegen die Schwedinnen aus. Im Elfmeterschießen im Achtelfinale gegen die Schwedinnen war sie die erste Torhüterin überhaupt, die bei Weltmeisterschaften (Frauen oder Männer) zu einem Elfmeter antrat. Somit war sie auch die erste, die sowohl vom Elfmeterpunkt traf, als auch einen Elfer parierte.
Im Viertelfinale des CONCACAF W Gold Cup 2024 bestritt sie gegen Kolumbien ihr 100. Länderspiel. Drei Tage später verursachte sie in der Nachspielzeit des Halbfinales gegen Kanada beim Stand von 2:1 einen Strafstoß, den die Kanadierin Adriana Leon zum 2:2-Ausgleich verwandeln konnte. Im anschließenden Elfmeterschießen hielt Naeher dagegen zunächst den ersten von Leon geschossenen Elfmeter, dann zwei weitere und konnte selber einen verwandeln, so dass ihre Mannschaft das Elfmeterschießen mit 3:1 gewann.
Am 26. Juni 2024 wurde sie für die Olympischen Spiele in Paris nominiert. Sie stand in den sechs Spiele ihrer Mannschaft im Tor, blieb dabei viermal ohne Gegentor und gewann mit ihr die Goldmedaille.
Am 25. November 2024 kündigte sie ihren Rücktritt aus der Nationalmannschaft an. Die beiden Spiele am 30. November und am 3. Dezember 2024 sollen ihre letzten sein.

## Erfolge
Mannschaftserfolge
- Deutsche Meisterin 2012
- Algarve-Cup-Siegerin 2015 (ohne Einsatz)
- SheBelieves-Cup-Siegerin 2016 (ohne Einsatz), 2018, 2020, 2021, 2022 und 2023
- Sieg beim Tournament of Nations 2018
- Sieg beim CONCACAF Women’s Gold Cup 2018
- Gewinn der Fußball-Weltmeisterschaft der Frauen 2015 (ohne Einsatz) und Fußball-Weltmeisterschaft der Frauen 2019
- Olympische Spiele 2020: Bronzemedaille
- CONCACAF W Championship 2022-Siegerin
- CONCACAF W Gold Cup 2024-Siegerin
- Olympische Spiele 2024: Goldmedaille

Individuell
- FIFA-Welttorhüterin des Jahres: 2024
- IFFHS-Welttorhüterin des Jahres: 2024

## Privates
Ihre Zwillingsschwester Amanda spielt ebenfalls Fußball am renommierten Messiah College und lebt mit ihr in Seymour.